# Heinrich Poll (Mediziner)

Heinrich Poll (Porträtzeichnung von Emil Stumpp, 1931)

Heinrich William (Wilhelm) Poll (* 5. August 1877 in Berlin; † 12. Juni 1939 in Lund) war ein deutscher Anatom.

## Leben und Wirken

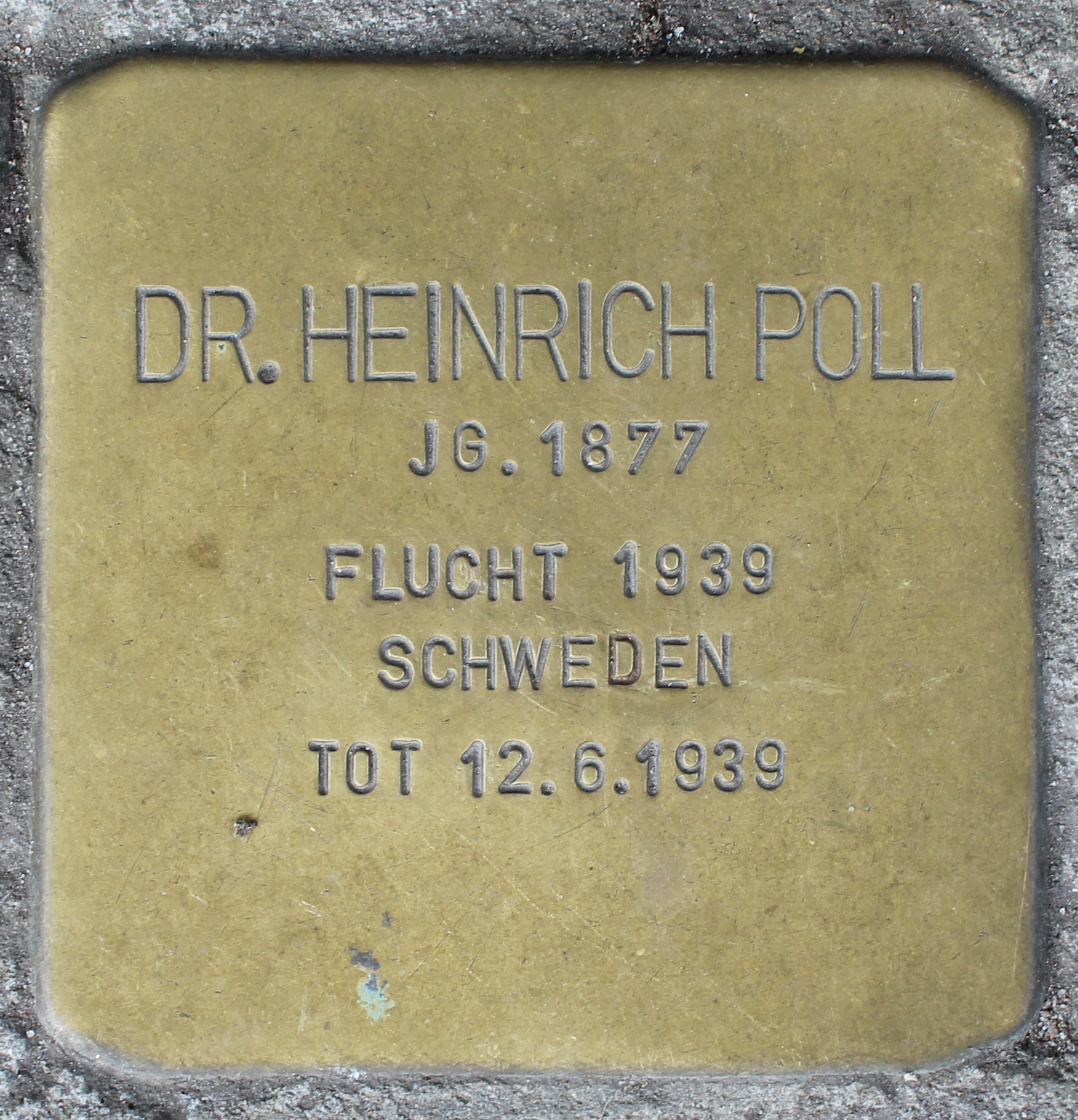
Ein Stolperstein für Heinrich Poll vor dem Universitätsklinikum Eppendorf

Heinrich Poll wurde in Berlin geboren, wo er das Friedrich-Gymnasium besuchte. Ab 1895 studierte er Medizin und beschäftigte sich währenddessen zumeist mit Fragestellungen der Vererbungsbiologie und Humangenetik. Seine Eltern waren jüdischen Glaubens; er selbst konvertierte 1899 zum Protestantismus. In seiner Promotion befasste er sich 1900 mit Veränderungen der Nebenniere bei Transplantationen. Von 1899 bis 1922 arbeitete er als Assistent des Anatomen Oscar Hertwig am Anatomisch-Biologischen Institut der Friedrich-Wilhelms-Universität in Berlin, wo er forschte und Vorlesungen gab. 1904 folgte die Habilitation im Fachbereich Anatomie. Im Rahmen seiner ersten Vorlesung behandelte er die Bewertung anthropologischer Reihen. Während des Ersten Weltkriegs arbeitete er als Feldarzt.
1922 erhielt Poll einen Ruf als außerordentlicher Professor der Medizinischen Fakultät in Berlin. Dies war die erste planmäßige Extraordinariatsstelle für Genetik in Deutschland. 1924 folgte Poll einem Ruf der Universität Hamburg als Professor für Anatomie und Leiter des Anatomischen Instituts. Während dieser Zeit wandelte sich die Fachwelt: während zuvor insbesondere die Anthropomorphie und Anthropologie behandelt worden waren, standen nun Fragen zur Erbbiologie und Genetik im wissenschaftlichen Fokus. Für Poll hatten das Wiederaufgreifen der Mendelschen Regeln und Arbeiten für ein neues Verständnis der Genetik entscheidende Bedeutung. Bis 1909 forschte er zur Histologie, Zytologie und Evolution der Nebenniere. Begleitend hierzu beschäftigte er sich mit der Fortpflanzung von Hybriden mit einem Schwerpunkt auf hybride Vögel. Vor dem Ersten Weltkrieg und insbesondere während seiner Zeit in Hamburg forschte er zu Zwillingen und versuchte, deren Erbanlagen mittels Fingerabdrücken zu diagnostizieren. Dafür sammelte er sehr große Datenmengen, die später als „Hamburger Zwillingsarchiv“ bekannt wurden.
Im Rahmen seines Fachgebiets beschäftigte sich Poll thematisch mit Konzepten, die der Eugenik nahekamen und mit der nationalsozialistischen Rassenhygiene radikale Änderungen erfuhren. Der Anatom wusste, dass seine Arbeiten eine politische Bedeutung hatten und stellte wiederholt rassenhygienische Forderungen auf. Als beratendes Mitglied des Ausschusses für Rassenhygiene und Bevölkerungswesen des Preußischen Landesgesundheitsrates arbeitete er 1923 Leitsätze für eine freiwillige Sterilisation von Menschen mit Erbkrankheiten mit aus. Für viele Jahre gehörte er der Gesellschaft für Rassenhygiene und dem Deutschen Bund für Volksaufartung an.
Nach der Machtübernahme durch die Nationalsozialisten galt Poll anfangs als reputabler Eugeniker. Zu seinen akademischen Schülern gehörte der Erbbiologe Günther Just. 1932 war er an einer Tagung des Zentralinstituts für Erziehung und Unterricht beteiligt, die sich mit Fragen der Erbbiologie beschäftigte und für die kommenden Jahre Arbeitswochen für Lehrer vorbereiten sollte. Nachdem ihn Heinz Lohmann, ein Vertreter der Deutschen Dozentenschaft, als „Nichtarier“ angezeigt hatte, musste Poll den Lehrstuhl abgeben. Obwohl er viele Jahre in der Rockefeller-Stiftung tätig gewesen war, für die er in den 1920er Jahren einen „Ausschuss zur Förderung des wissenschaftlichen medizinischen Nachwuchses“ mitgegründet hatte und federführend leitete, konnte er keine neue Stelle im Ausland finden. Fachkollegen aus Schweden vermittelten ihm nach einer entbehrungsreichen Zeit schließlich im Juni 1939 eine neue Stelle an der Universität Lund. Hier starb er als Emigrant wenig später an einem Herzinfarkt. Seine Frau, die Ärztin Clara Poll-Cords, erreichte Schweden erst nach dem Tod ihres Ehemanns. Sie beging am 5. August 1939, dem Geburtstag ihres Gatten, Suizid.
Ein Stolperstein vor dem Hauptgebäude des Universitätsklinikums Hamburg-Eppendorf erinnert an Heinrich Poll.